# 종신정기금
종신정기금(終身定期金)은 당사자의 일방(終身定期金債務者)이 특정인(자기, 상대방 또는 제3자)의 종신까지 정기적으로 금전 기타의 물건을 상대방 또는 제3자에게 지급할 것을 약정함으로써 성립하는 계약(725조)이다. 이것은 특히 보험적 작용을 나타내는데, 실제로는 사인(私人)간에 잘 행해지지 않는 제도이다. 종신정기금 계약은 무상(無償), 또는 유상(有償)인 수도 있다. 처음부터 아무런 대가를 받음이 없이 정기금을 지급하는 때에는 정기급부를 목적으로 하는 증여(560조)의 일종으로서 증여의 규정이 적용된다. 한편 유상인 경우(예；매매대금이나 고용임금 등의 지급방법으로 이 계약을 맺은 경우)에는 유상계약에 관한 규정이 적용된다. 정기금채무에 불이행이 있을 때에는 채무불이행의 일반 원칙에 따라 손해배상 청구권·계약해제권 등 일반적 효과가 발생함은 물론, 계약해제에 의한 정기금 원본의 반환청구에 관하여는 특칙이 있다(727조). 또 채무자의 책임 있는 사유로 계약종료의 기준이 되는 자(前記의 특정인)가 사망한 경우에는 법원의 선고에 의해 '상당한 기간' 존속하는 것으로 된다(729조 1항).